# Monarda citriodora
Monarda citriodora es una especie de planta perteneciente a la familia Lamiaceae. El nombre del género Monarda, es en honor al médico y botánico Nicolás Monardes; y el epíteto, se refiere a que cuando se trituran sus hojas emiten un olor a limón.

## Clasificación y descripción
Plantas usualmente de 20 a 70 cm de alto; erectas. Tallo simple o ramificado en las partes superiores, rara vez en la base. Hojas delgadas de 20 a 60 (15 a 80) mm de largo, de 3 a 15 mm de ancho, la parte más ancha cerca de la parte media del limbo; ápice de la hoja acuminado; base de la hoja acuminada a obtusa; limbo foliar pubescente, casi glabro; pecíolos de 2 a 25 mm de largo. Brácteas exteriores que sostienen los glomérulos foliáceas; orificio del cáliz densamente hirsuto con cerdas rígidas de 1 mm de largo; pedicelo del cáliz de 0,2 a 0,7 mm de largo con pocos pelos en la base del cáliz. Porción no expandida del tubo de la corola de 3 a 14 mm de largo, porción expandida de 3 a 6 mm de largo, labio superior de la corola partido en el ápice, de 5 a 10 mm de largo, labio inferior de la corola de 7 a 13 mm de largo incluyendo el lóbulo medio de 3 a 4 mm de largo. Estambres glabros, polen blanco. Corola blanca a rojiza y morada, centro del labio inferior de la corola blanco-verdoso con manchas rosadas pálidas a moradas. n= 9 cromosomas, rara vez n=18.

## Distribución
México: del Golfo de México, Tamaulipas, a Arizona, sur de los Estados Unidos.

## Hábitat
Sobre substratos areno-arcillosos, o en bordes de bosques de pino y encino o en claros.